# 마리에 델피노
마리에 델피노(Marieh Delfino, 1977년 9월 24일 ~ )는 베네수엘라의 배우이다.
카라카스에서 태어났다.

## 출연 작품
- 비밀스러운 초대 (2015년) - 클레어 역
- 37 (2014)
- 슈프림 챔피언 (2010년)
- 제로필리아 (2005년) - 루카 역
- 돈 컴 노킹 (2005년)
- 지퍼스 크리퍼스 2 (2003년) - 론다 트루잇 역
- 오토 포커스 (2002년)

### 텔레비전
- NCIS 시즌2 (2004년) - 쥬디 무어 역
- 못말리는 섹스 아카데미 (2003년) - 게리 역